# Sonia Mary Cole
Sonia Mary Cole (née Myers ; 1918-1982) est une géologue, archéologue, anthropologue et auteure britannique.

## Biographie
Sonia Cole est née Sonya Syers à Westminster, Londres sa mère épousant le 5e comte d'Enniskillen comme deuxième mari, et Sonia elle-même épousant son neveu, le 6e comte. Cole travaille pour le British Museum et mène un vaste travail de terrain en Afrique. Elle est une amie proche et collègue de Mary Leakey, qui écrit sa nécrologie.
David Lowry Cole, 6e comte d'Enniskillen (1918-1989) divorce de sa première épouse Sonia en 1955. Par elle, il a un fils et une fille.
On se souvient surtout de Cole pour son œuvre Races of Man, qui s'inspire fortement de Carleton Coon.

## Publications
- An Outline of the Geology of Kenya (1950)
- The Prehistory of East Africa  (1954, 2nd ed. 1958, rev. ed. 1964)
- Races of Man (1963, 2nd ed. 1965)
- The Neolithic Age (1970)
- Leakey's Luck (1975)